# 4882 Divari
4882 Divari је астероид главног астероидног појаса са средњом удаљеношћу од Сунца која износи 2,486 астрономских јединица (АЈ).
Апсолутна магнитуда астероида је 13,1.